# Maihuenia poeppigii
Maihuenia poeppigii (Otto ex-Pfeiff.) Phil. ex-K.Schum., és una espècie de planta fanerògama que pertany a la família de les cactàcies.

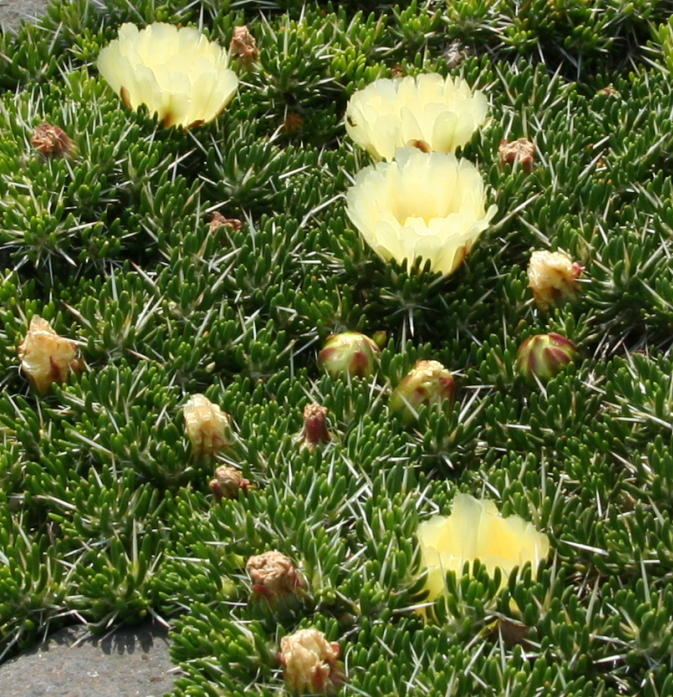
Flors

## Distribució
És endèmica de l'Argentina i de Xile. L'espècie es troba al Parc Nacional Laguna del Laja.

## Descripció
És una planta carnosa perenne amb fulles armades d'espines, de color verd, i flors de color groc.

## Taxonomia
Maihuenia poeppigii va ser descrita per (Otto ex-Pfeiff.) Phil. ex-K.Schum. i publicat a Gesamtbeschreibung der Kakteen 755. 1898.
Etimologia
Maihuenia: nom genèric que deriva de la paraula "maihuén", amb la qual en l'idioma maputxe denominen a la planta.
poeppigii: epítet atorgat en honor del botànic Eduard Friedrich Poeppig.
Sinonímia
- Opuntia poeppigii Otto ex-Pfeiff.
- Opuntia caespitosa Poepp.
- Opuntia maihuen Gay ex-Foerst..
- Pereskia philippi
- Maihuenia philippi